# 伊斯 (上比利牛斯省)
伊斯（法語：Hiis，法語發音：[is]）是法国上比利牛斯省的一个市镇，位于该省中部略偏西，属于塔布区。

## 地理
伊斯（43°8'10"N, 0°6'13"E）面积3.03 平方千米，位于法国奧克西塔尼大區上比利牛斯省，该省份为法国西南部内陆省份，北至热尔省，西接大西洋比利牛斯省，南与西班牙接壤，东临上加龙省。
与伊斯接壤的市镇（或旧市镇、城区）包括：阿尔西扎克阿杜尔、卢克吕、蒙加亚尔、旧阿杜尔、维斯凯。

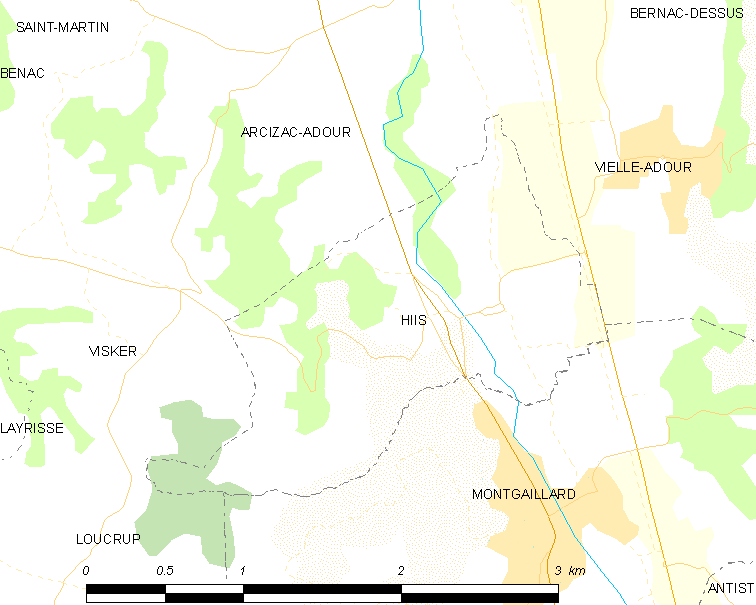
的OSM定位图

伊斯的时区为UTC+01:00、UTC+02:00（夏令时）。

## 行政
伊斯的邮政编码为65200，INSEE市镇编码为65221。

## 政治
伊斯所属的省级选区为上比戈尔县。

## 人口

1962-2008年间人口变化图示

伊斯于2022年1月1日时的人口数量为265人。